# Бег задом наперёд

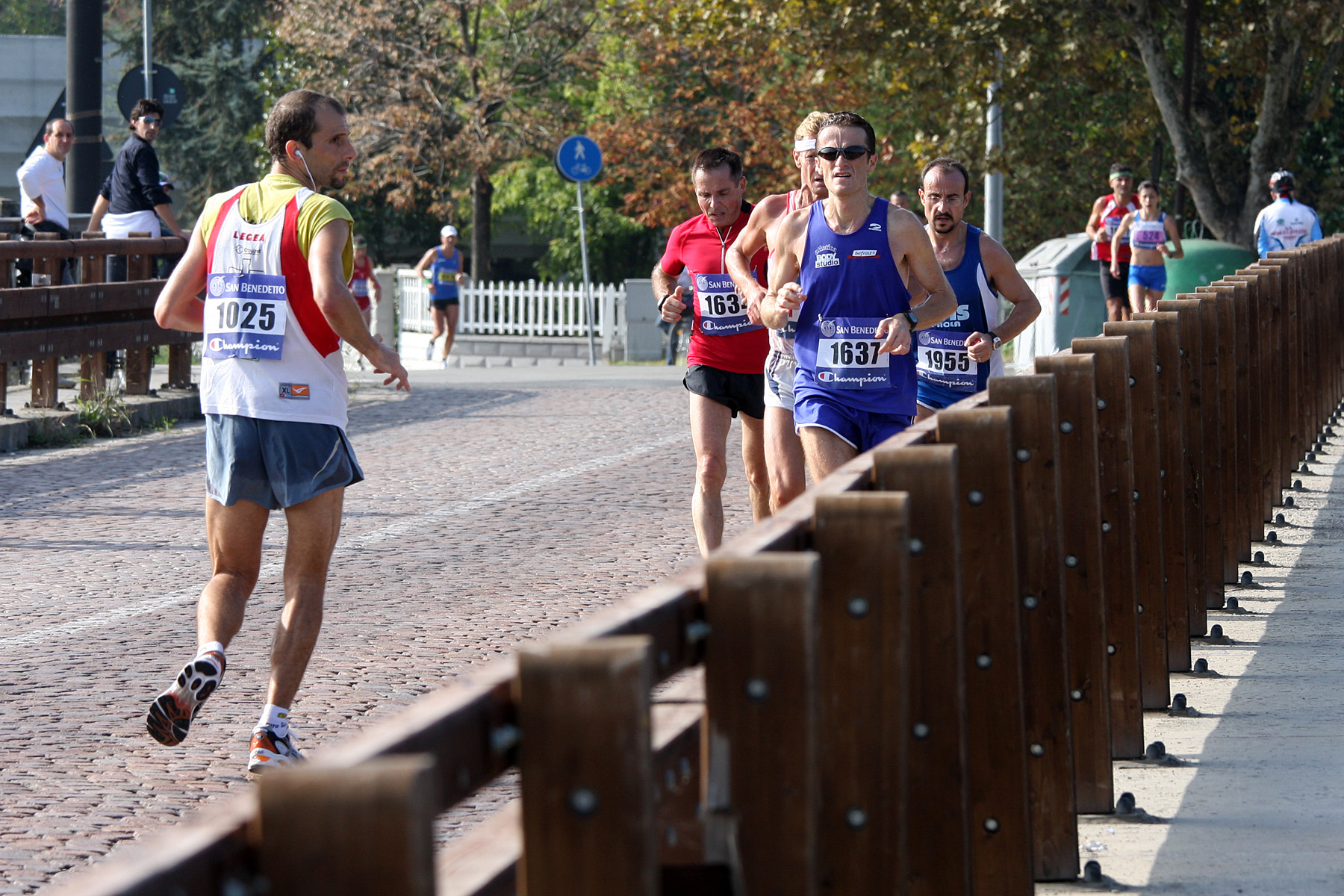
Бегущий задом марафонец

Бег за́дом наперёд (ре́верс-ра́ннинг, бег спино́й вперёд, реверси́вный бег, бег за́дним хо́дом, обра́тный бег) — вид бега, при котором человек обращён спиной в сторону движения.
Движение назад менее энергоэффективно, чем обычный бег (расходует на 30% больше энергии, потребление кислорода увеличивается с 60 до 90%), но оно может уменьшить боль в коленях. Тренировка таким бегом может повысить метаболическую эффективность при беге вперёд.

## Преимущества
Бег назад имеет ряд преимуществ:
- Согласно многим исследованиям, практически исключает травмирование суставов[6]
- Формирование физической формы и похудение при меньших усилиях. Например, расход калорий при обратном беге 400 метров равен количеству затраченных калорий при классическом беге 2400 метров[5]
- Сохраняет осанку
- Развивает вестибулярный аппарат и улучшает координацию